# ハーメルン
ハーメルン (ドイツ語: Hameln, ドイツ語発音: [ˈhaːml̩n] ( 音声ファイル)) は、ドイツ連邦共和国ニーダーザクセン州の大規模自立都市でハーメルン＝ピルモント郡の郡庁所在地である。ヴェーザー川に面するこの都市は、1284年に生じた『ハーメルンの笛吹き男』の伝説で知られる。

## 地理

### 位置
ハーメルンはハノーファーの南西、西のヘルフォルトと東のヒルデスハイムとの直線上のほぼ中間（それぞれ約 40 km）に位置する。この都市はヴェーザーベルクラント・シャウムブルク＝ハーメルン自然公園の中心にあたり、ヴェーザー川の上流部が市内を流れ、ハーメル川（東岸）とフンメ川（西岸）が合流する。

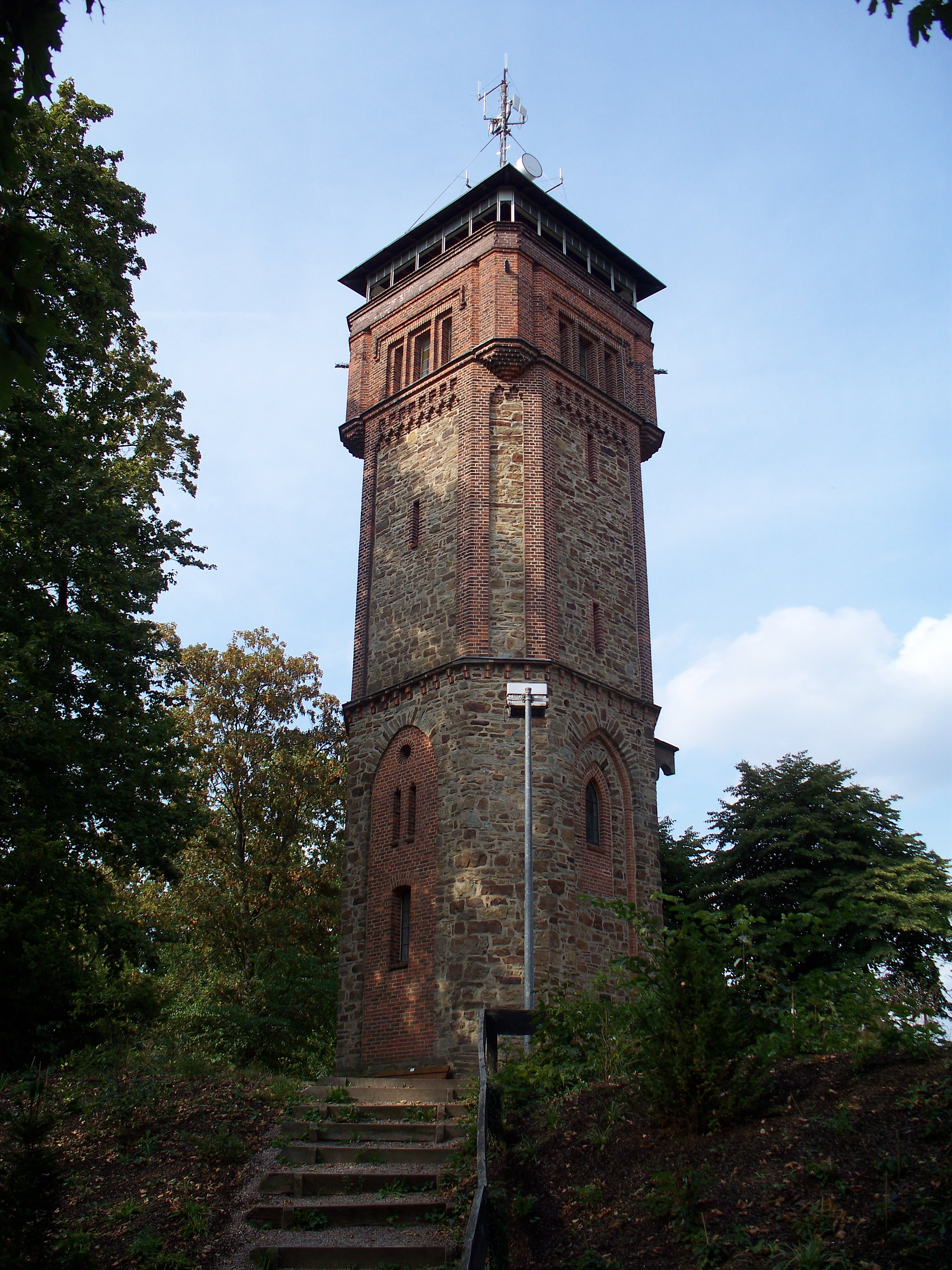
クリュート塔

海抜 68 m に位置する市街のすぐ西側にクリュート山（海抜258m）がそびえ、クリュート塔（展望塔）とクリュートハウス（レストラン）がある。

### 市の構成
| - ノルトシュタット - ジュートシュタット - ヴェスト/クリュートフィーアテル - オスト/バスベルク - ミッテ/アルトシュタット（旧市街） - ヴェール - アッフェルデ - ハステンベック | - ハルフェストルフ（ハルフェストルフ、バンネンジーク、ヴァイデホール、ホーペからなる） - ハーフェアベック - ヒリクスフェルト（グロース・ヒリクスフェルト、クライン・ヒリクスフェルトからなる） - ジュンテルタール（ホルテンゼン、ウンゼン、ヴェリーハウゼンからなる） - クライン・ベルケル/ヴァンゲリスト - テュンデルン - ヴェールベルゲン - ロールゼン |

### 気候
中部ヴェーザーベルクラントの一部であるハーメルンは、穏やかな冬と湿潤な夏に特徴づけられる亜大西洋気候の強い影響下にある。同時にほどほどに寒い冬と暑い夏を特徴とする大陸性気候の影響が時に現れる。年間降水量は720mmから820mmである。夏の平均気温は10.5℃、冬は8.2℃である。

## 歴史

### 都市の成立
ハーメルン市内最初の定住の痕跡は、石器時代にまで遡る。現在の旧市街にあたる場所に、初めて村落の構造が形成されたのがいつであるのかは明らかではない。
802年または812年にザクセンのベルンハルト伯とその妻クリスティーナは、ハーメルンの所領にティリティガウの私有教会を建設した。826年に2人は子をもうけないまま亡くなり、所領はフルダ修道院のものとなった。またフランク王国の時代にはハーメルン近辺にヴェーザー川を渡る橋が築かれており、橋の近くには、橋を維持管理させるための隷農の集落が存在していた。現在のハーメルンの旧市街中心部、マルクト教会の西側の一帯がこの集落のあった地域である。
フルダ修道院が建設した聖ボニファティウス律院とヴェーザー川の渡河点の集落が結びついて中世都市へと移行していったのは12世紀初頭で、その中心となったのはエーフェルシュタイン伯家のアルブレヒト3世ことアルベルト3世（リクサ・シロンスカの3度目の夫）であった。エーフェルシュタイン伯家はフルダ修道院の名目上の支配権を認めつつ、聖ボニファティウス律院の院長を自家から出すという方法で、実質的なハーメルンの支配権を奪取した。1243年にはハーメルン市参事会と聖ボニファティウス律院との間に、双方の権利の及ぶ範囲を確定させる文書が交わされ、中世都市としてのハーメルンの骨格が完成した。
1259年2月13日、フルダ修道院は事実上その支配権を失ったハーメルン市をミンデン司教区に500マルクで売却。7月までにはこの取引がケルン大司教に承認され、ハーメルン市はミンデン司教の封主権を認めよとの通知がハーメルン市に届いた。しかしエーフェルシュタイン伯家とハーメルン市はこれを拒否し、1260年7月28日、ハーメルン市の市民軍はゼーデミューンデ付近でミンデン司教軍と激突。ハーメルン市民軍は壊滅し、生き残った市民兵の多くがミンデンで処刑された。また、詳しい事情は不明であるが、同年9月13日に交わされた条約でミンデン司教はハーメルン市からの税収の半分を、エーフェルシュタイン伯家と敵対関係にあった大貴族であるブラウンシュヴァイク公（ヴェルフェン家）のアルブレヒト1世に与えている。
1277年、エーフェルシュタイン伯家はハーメルン市守護職の権利をブラウンシュヴァイク公家に売却。相前後してエーフェルシュタイン伯家の領地や城の大半はブラウンシュヴァイク公家のものとなり、ハーメルン市の建設を主導したエーフェルシュタイン伯家は衰退していった。ハーメルン市はブラウンシュヴァイク公家のアルブレヒト1世を君主に頂く領封都市となった。

### ねずみ取り

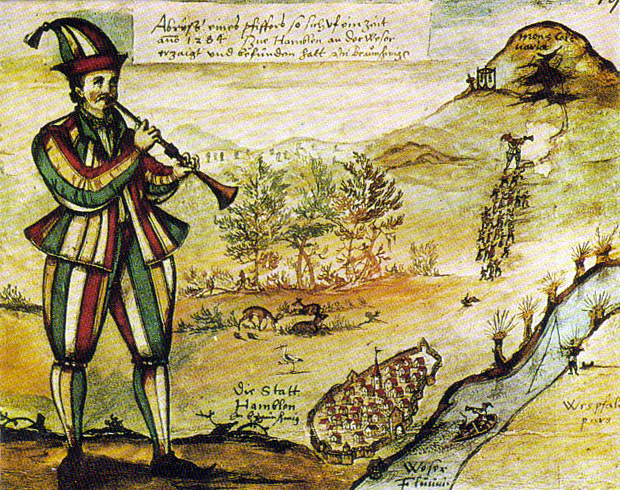
現存する最古（1592年）の笛吹き男の絵画

ハーメルンが国際的知名度を得たのは、1284年の「ハーメルンの子供たちの消失」によってであり、この事件は後に『ハーメルンの笛吹き男』の伝説に発展した。この年号は中世後期に確定されたもので、現存する最も古い記録は1430年から1450年頃のもの（リューネブルク写本）である。現在でもこの街は、「Rattenfängerstadt Hameln」（ネズミ捕りの街ハーメルン）と公式に称している。この街は、ハーメルンの笛吹き男をシンボルとしてドイツ・メルヘン街道に参加している。

### ハンザ同盟と三十年戦争
ハーメルンは1426年にハンザ同盟に加盟し、1572年までこれに属した。1540年、この街に宗教改革がなされた。
16世紀に経済的な発展があり、繁栄は三十年戦争まで続いた。この時代には裕福な商人と地方貴族が争うように豪華なヴェーザールネサンス様式の建築物を建設し、それらは現在も街を彩っている。
三十年戦争の進行に伴い、ニーダーザクセン帝国クライスの最高司令官であるデンマーク王クリスチャン4世が1625年にこの街を占領した。翌1626年には皇帝軍のティリー伯がこれを奪った。皇帝軍による支配は、1633年にブラウンシュヴァイク＝リューネブルク公ゲオルクとスウェーデン軍とが皇帝の占領軍を破るまで続いた。ヘッシシュ・オルデンドルフ近郊で皇帝軍が敗北した後、ハーメルンは7月13日（グレゴリウス暦、ユリウス暦では7月3日）にブラウンシュヴァイク＝リューネブルク公の支配下に復した。

### 要塞化

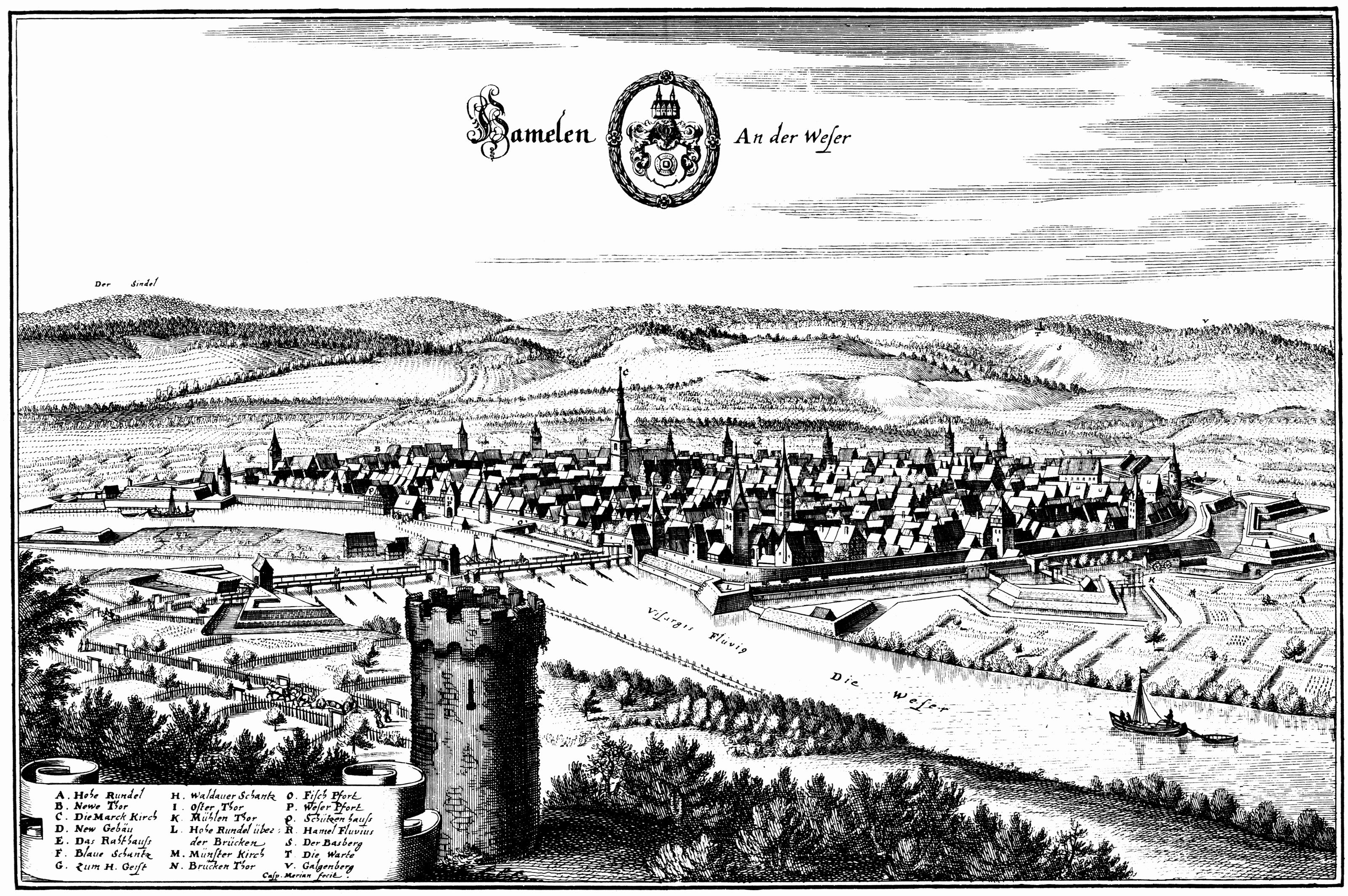
17世紀のハーメルン（マテウス・メーリアンの銅版画）

この都市をヴェストファーレンの「Haupt- und Prinzipalfestung」（最重要要塞）とする拡充が1664年に始まった。
1690年、ブラウンシュヴァイク公の配慮により、フランスからのユグノー派亡命者がハーメルンに住むこととなった。
1734年、ハーメルン近郊のヴェーザー川に初めて国営の堰が設けられ、船舶は航行の難所であった「ハーメルナー・ロッホ」を克服できるようになった。
イギリス王にしてハノーファー選帝侯のジョージ2世が1760年に亡くなった後、後継者のジョージ3世は七年戦争の間（1756年 - 1763年）もクリュート山に砦を築くことでハーメルン要塞の強化を続けた。第一砦（ゲオルク砦）は1760年から1763年に建設された。1774年から1784年にはさらに2つの砦がクリュート山に建設された。第二砦（ヴィルヘルム砦）と第三砦である。これによりハーメルンは、当時のハノーファー選帝侯領最強の要塞都市となり、難攻不落の「北のジブラルタル」とされた。ナポレオン時代のフランス支配とプロイセン支配下が入れ替わる1806年、クリュート山の麓に第四砦（ルイーゼ砦）が造られた。
イエナ・アウエルシュタットの戦いの後、ル・コック将軍が率いるハーメルンは1806年にサヴァリー将軍指揮下のフランス軍に、戦うことなく降伏した。1808年にナポレオンによって行われた要塞の取り壊しにより、2つの塔を含む旧防衛施設が建っていた場所は、この街のさらなる発展の余地となった。旧ゲオルク砦の石材で1843年に初めはゲオルク塔と呼ばれた展望塔が建設された。この塔は1887年に増築され、現在はクリュート塔として人気の行楽地となっている。

### 郡独立市/郡庁所在地
1886年、ハーメルンは700年におよぶヴェルフェン家の支配からプロイセン支配下に移され、1923年に郡独立市となった。1972年から1973年の行政改革・地域再編によって郡独立市の地位は撤回された。ハーメルンは1885年からハーメルン＝ピルモント郡の郡長所在都市である。
1872年にハノーファー＝アルテンベーケナー鉄道会社により、鉄道ハノーファー - アルテンベーケン線が開通し、1875年にはヒルデスハイムおよびレーネへの路線（ヴェーザー鉄道）も利用できるようになった。1889年から1897年までの間、ヴェーザー橋やクリュート・トンネルを伴うハーメルン - ラーゲ線（ベーガタール鉄道）の工事が行われた。
1897年4月1日にハノーファー第4歩兵隊第164連隊がハーメルンに配備された。この連隊は1914年から第一次世界大戦でベルギーやフランスを転戦した。1918年までにこの連隊の兵士2,423人が死亡した。1925年8月23日、164リング（通りの名前）沿いに連隊戦死者の記念碑が建立された。

### 初期自動車産業

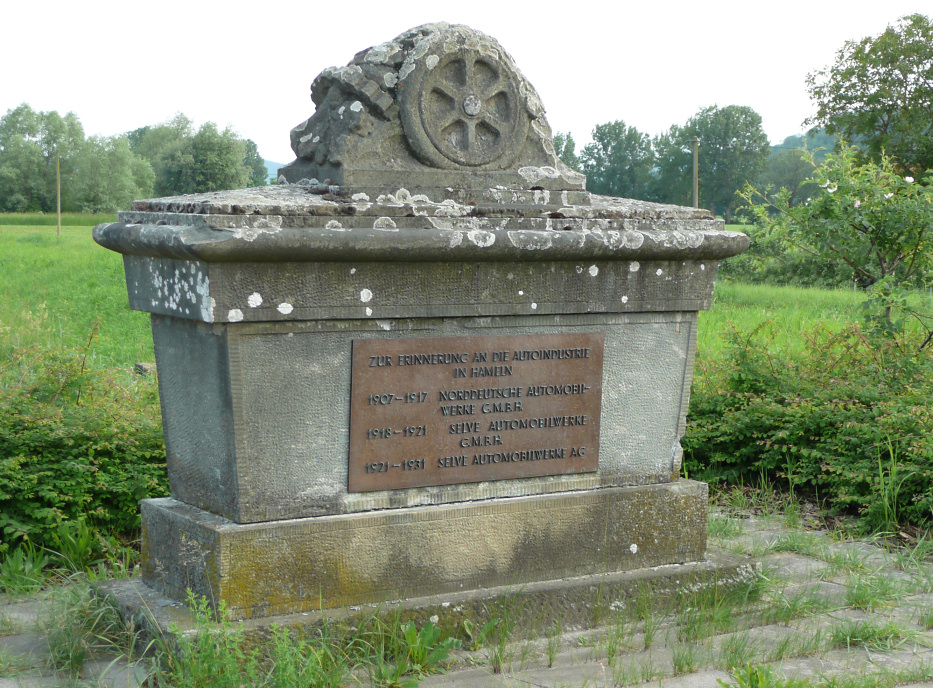
ハーメルンの自動車産業記念碑

1907年にハンス・ハルトマンによって、駅の南の工業地域に北ドイツ自動車工業 (Norddeutsche Automobilwerke (N.A.W.)) が設立された。この工場は1908年にミドルクラスの自家用車 Colibri の生産を開始した。1911年からは Sperber というモデルが加わった。これはロシア、バルト諸国、スカンジナヴィア諸国、オーストリア、イギリス、さらには海を渡って南アフリカやニュージーランドなど多くの国に輸出された。
第一次世界大戦で生産は停止され、貨物自動車などの軍需製品だけを生産するようになった。1917年にザウアーラント地方に本社を置く Selve社がN.A.W.を買収したが、1929年の世界恐慌により生産を中止した。国家社会主義の時代が始まると工場は再開され、ドイツ自動車工業AG (Deutsche Automobilwerke AG (DAWAG))として活動を続けた。ここで設計者のロベルト・メーデラーは新型エンジンを搭載した自動車を設計した。この自動車は2,300ライヒスマルクという価格で、高額過ぎた。このため自動車産業を構築するための大口注文をヴォルフスブルクに逃した。ヴォルフスブルクではわずか990ライヒスマルクのKdFワーゲンを製造するためのフォルクスワーゲンの工場建設が計画されていたのである。こうしてハーメルンの自動車産業は潰えた。

### 国家社会主義の時代
ハーメルン近郊のビュッケベルクで1933年から1937年まで定期的に帝国収穫祭が開催されていた。これはドイツ全土から100万人の参加者を集める最大の国家社会主義者の民衆集会の一つであった。この集会にはアドルフ・ヒトラー、ヨーゼフ・ゲッベルスやその他の指導者も参加した。

### 第二次世界大戦と占領下の時代
第二次世界大戦末期、1945年3月14日にハーメルンは連合国軍の空爆目標となった。これにより、駅やクロイツ通り、ハステンベッカー・ヴェク、シュテューフェ通りの家屋が破壊された。177人が死亡、93人が負傷、700人以上が家を失った。
1945年4月5日、アメリカ軍第2機甲師団がグロース＝ベルケルに至り、小部隊がハーメルンへ進出してきたため、ドイツ軍はヴェーザー川の橋を爆破した。市内には防衛司令官クロッケンブリンク少将が指揮する約500人からなる防衛部隊がいた。アメリカ軍からの砲撃が開始されるとマルクト教会、ヴェルデミューレ、市庁舎やオスター通りなど多くの家屋が破壊された。アメリカ軍のリーランド・ホッブス少将指揮下の第17工兵大隊と第30歩兵師団の一部がオール村近郊で浮き橋を使ってテュンダーン方面へ戦車を渡河させたが、ゼンネ演習場に駐屯していたドイツ軍士官候補生達が市内南部でアメリカ軍の前進を停止させ、戦車2両を撃破した。4月6日、アメリカ軍第30歩兵師団のレイモンド・O・ボードイン中尉がドイツ軍の機関銃陣地を攻略する際に戦死したが、その功績により名誉勲章を受章した。4月7日、テュンダーン方面からイギリス軍第117連隊が進出して市内を占領、残っていたドイツ軍は降伏した。
1945年6月4日、軍事政府はヴァルター・ハルム (SPD) をハーメルン市の上級市長に指名した。彼は1933年以前に副市長として公職を務めていたのだが、ナチスによって追放されていた人物であった。1945年12月1日からゲオルク・ヴィルケが市主事の職に就いた。

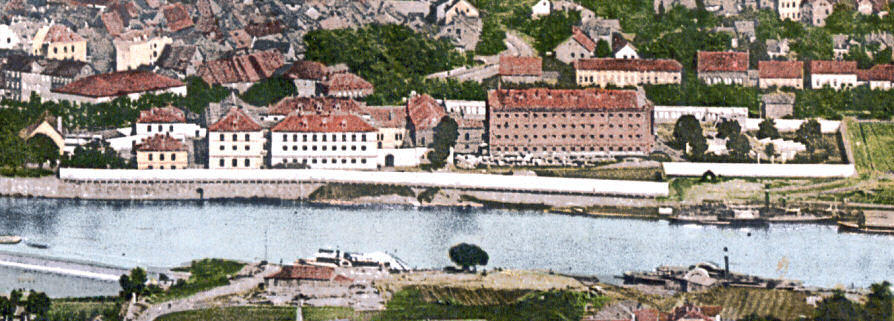
1900年頃のハーメルン刑務所

ハーメルン刑務所には、1933年以降主に共産主義者や社会民主主義者といったいわゆる政治犯（およびホモセクシャルやユダヤ人）が収監されていた。後にはフランスやデンマークの政治犯もこれに加えられた。劣悪な環境と非人道的な虐待行為により約300人が死亡した。1945年4月には連合国軍の接近に伴って刑務所の一部が撤収したため、多くの政治犯が死の行進によって亡くなった。
同地を占領したイギリス軍は、1945年12月3日から1949年まで刑務所をナチス戦犯の刑場として利用した。ベルゲン＝ベルゼン裁判の被告人を含む156人が戦争犯罪により有罪とされて処刑された。中には収容所長のヨーゼフ・クラーマー、副所長のフランツ・ヘスラー、収容所付医師のフリッツ・クライン、女性看守のイルマ・グレーゼ、そのほか強制収容所の医師、カポ(監視役の囚人)、SS警備兵、第2SS装甲師団の将校などが含まれる。また、映画「大脱走」のモデルとなったドイツ空軍の捕虜収容所から脱走した連合国軍捕虜50人を虐殺したゲシュタポ将校も処刑された。
1946年に戦後初の市議会議員選挙が行われた。当時の市議会は30議席で、SPD 18議席、NLP (Niedersächsischen Landespartei) 9議席、CDU 2議席、FDP 1議席であった。上級市長にはハインリヒ・レフラー (SPD) が選出された。

### 1948年以降のハーメルン
冷戦の時代、ハーメルンにはイギリス陸軍ライン軍団の大規模な基地があった。1971年以降は、846人の兵士と500人の文民からなるイギリス軍第28工兵連隊が1938年に建設されたリンジンゲン兵舎に配備され、その家族の約1400人がこの街で暮らしていた。さらに2001年までイギリス人部隊が1898年に建設されたシャルンホルスト兵舎に配備されていた。
2004年12月31日にニーダーザクセン州の行政管区が廃止されるまでハーメルンはハノーファー行政管区に属していた。

### 宗教
ハーメルンは宗教改革がなされた都市である。住民の50%がプロテスタント＝ルター派であり、13%がカトリック、37%がその他の宗教グループ（正教、ムスリム、ユダヤ教、無宗教など）に属す。

## 行政

### 議会
ハーメルンの市議会は43議席からなる。

### 首長
1945年から1999年までの「市長」(Bürgermeister) は市議会議員の互選で選出される名誉職であり、市行政の実務上の指導者は市民の直接選挙で選出される市主事 (Stadtdirektor) であった。1999年以降、市主事の職は廃止され、直接選挙で選出されることになった「市長」が名実共に首長となった。
以下に1945年から1998年までの上級市主事 (Oberstadtdirektor) および1999年以降の上級市長 (Oberbürgermeister) を列記する。
上級市主事
1945年 - 1964年　ゲオルク・ヴィルケ
1965年 - 1968年　ルーイ・シュトルク
1968年 - 1980年　アドルフ・グーダー
1980年 - 1992年　エデュアルト・フォン・レーデン＝リュトケン
1992年 - 1998年　ヴェルナー・リヒテンベルク
上級市長
1999年 - 2006年　クラウス・アルネッケ
2006年 - 2014年　ズザンネ・リップマン
2014年 -　クラウディオ・グリーゼ

### 紋章

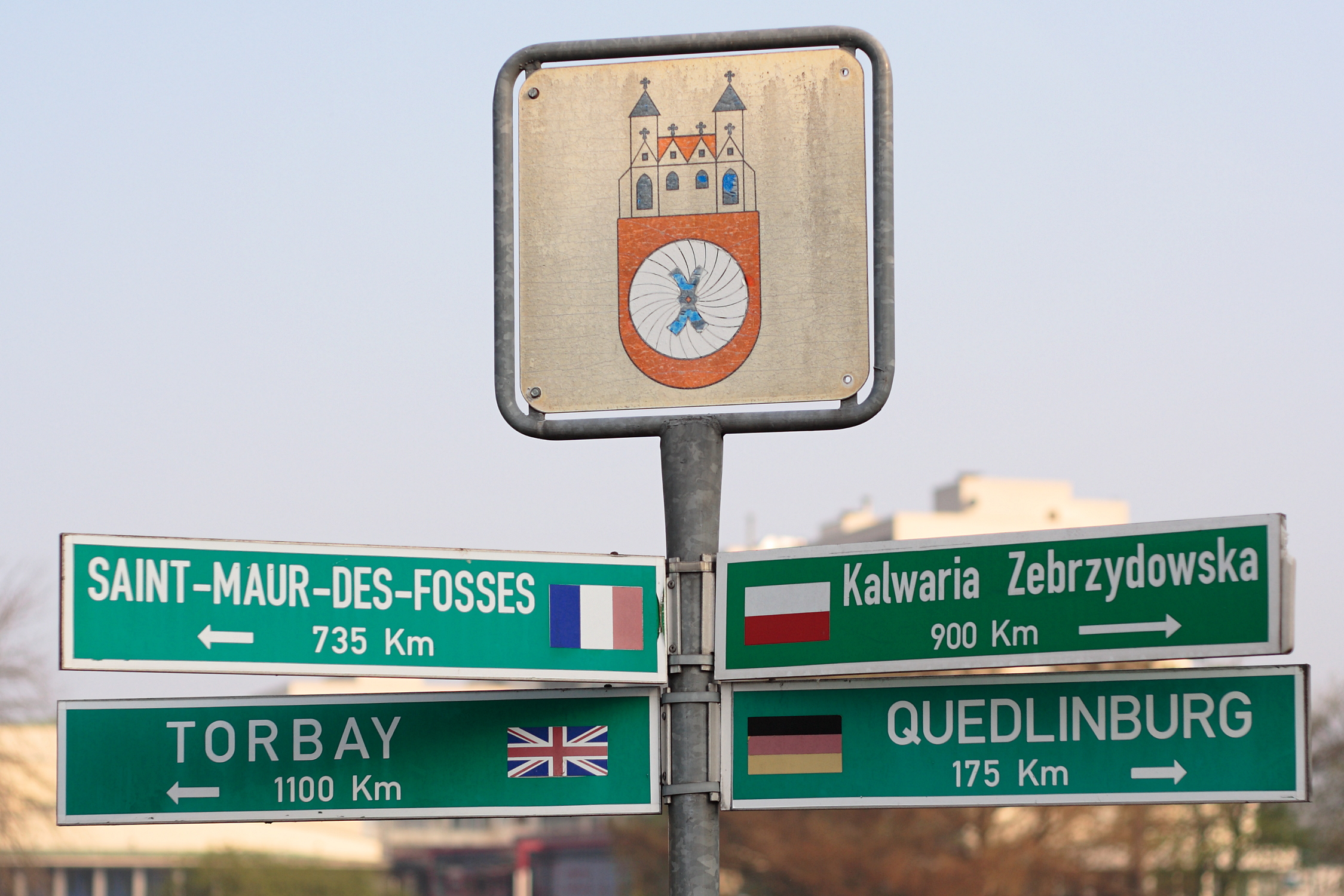
姉妹都市の標示板。中央の支柱の上にハーメルンの紋章が掲げられている。

市の紋章は、赤地に弓形の擂り溝を持つ銀の挽き臼、その中央には青い金具が描かれている。盾の上には、2つの塔と水平の4連破風をもつ銀のミュンスター教会聖ボニファティウス教会が様式化されて描かれている。その窓、塔の屋根、屋根飾りの十字架は青、塔の間の中間部の屋根は赤で彩色されている。大紋章の場合は、形の異なる塔を有する聖ボニファティウス教会をヘルメットに戴き、2頭の獅子がサポーターに配されている。

### 姉妹都市
- クヴェトリンブルク（ドイツ、ザクセン＝アンハルト州）
- トーベイ（イギリス、デヴォン）
- サン＝モール＝デ＝フォッセ（フランス、ヴァル＝ド＝マルヌ県）
- カルヴァリア・ゼブジドフスカ（ポーランド、マウォポルスカ県）

## 文化と見所

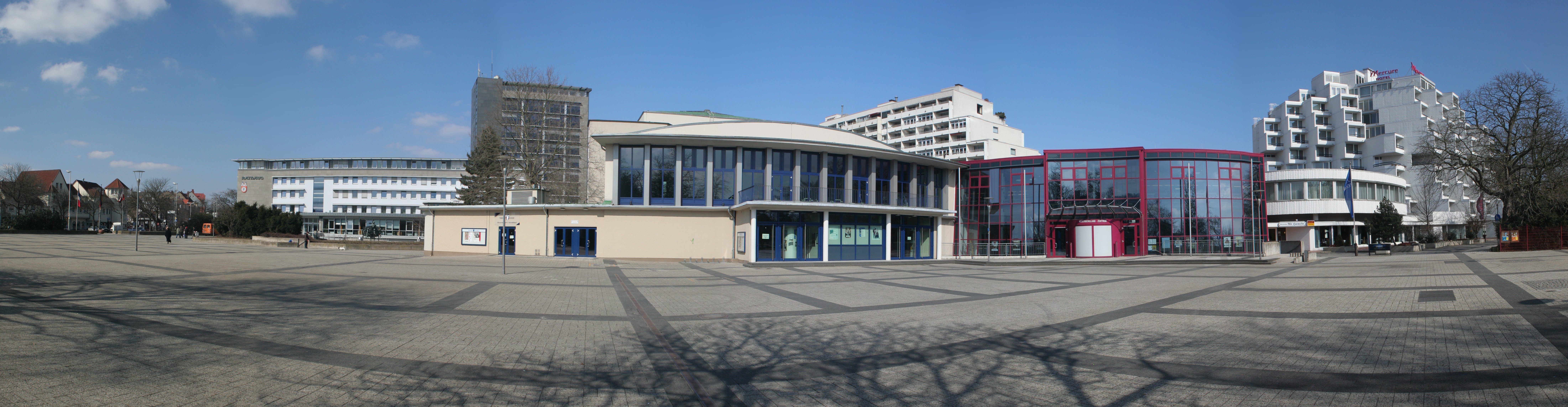
市庁舎広場のパノラマ。画面左奥の壁に紋章が掲げられている建物が市庁舎で、中央のクリーム色の壁の建物がハーメルン劇場である。

### 演劇
ハーメルン劇場（旧ヴェーザーベルクラント祝祭ホール）は、客席数約700席で、幅広い演目が上演されている。コンサート、ミュージカル、オペラ、コメディ、さらにはコントや子供劇まで150以上の公演がなされている。

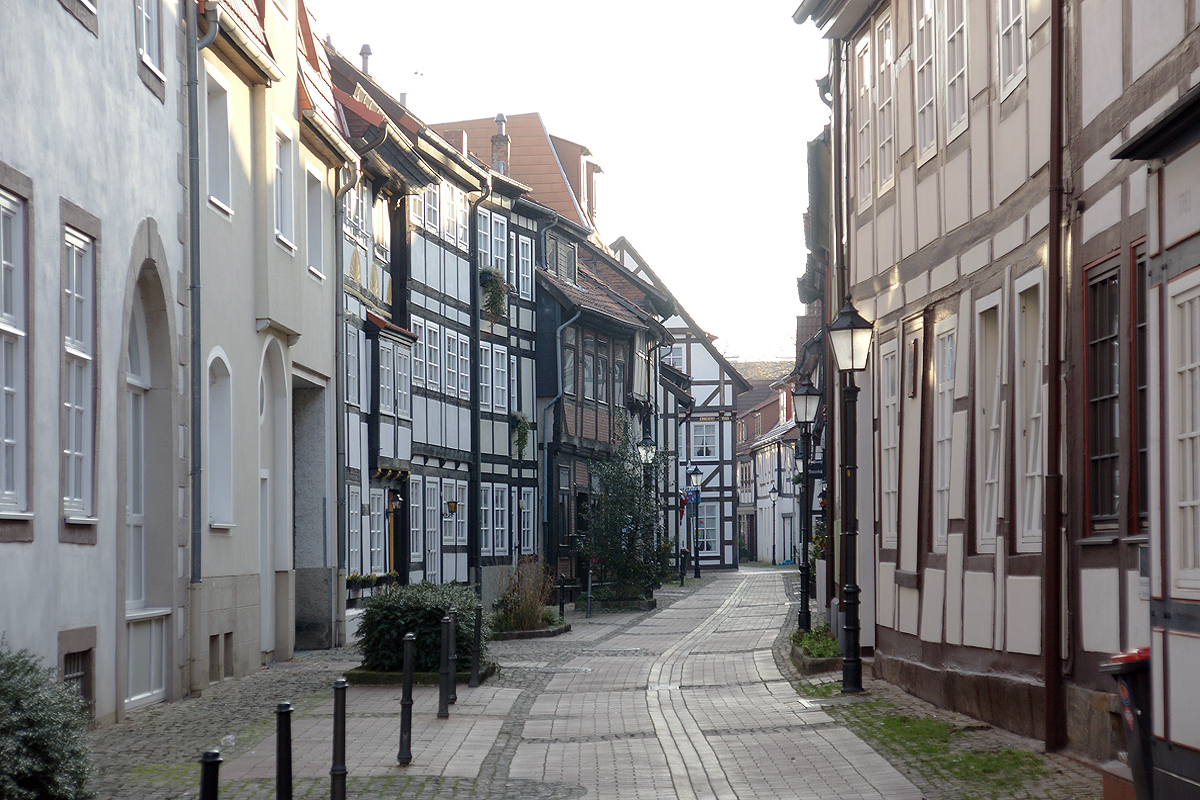
ハーメルン旧市街

### 建築物
ハーメルンは、メインストリート沿いに装飾の豊かな木組み建築や石造建築（その多くはルネサンス建築である）からなる、まとまった歴史的景観を有している。旧市街の中心はオスター通りとプフェルデマルクトである。
特筆すべきは以下の建築である。
- 教会参事会館: 1558年建造。コンソールに豊かなフィギュア装飾を有している。通りに破風側ではなく、軒側を向ける数少ない建築例の一つである。
- ライスト＝ハウス: 1585年 - 1589年。最も良質なルネサンス建築である。7つの徳目を象徴するレリーフのフリーズや張り出し部の破風のルクレーツィア像などが見られる。現在は郷土博物館となっている。
- 笛吹き男の家（直訳では「ねずみ捕りの家」）は1603年建造の装飾豊かなルネサンス破風と、張り出し部のある見事に構成されたファサードを持つ。
- デンプター＝ハウス: 三十年戦争時代の重要な市長トビアス・フォン・デンプター（本来は「ファン・デフェンター」）が1607年から1608年に建設した。各階の下に石製の張り出し部があり、その上にルネサンス装飾満載の木組みがなされている。
- 結婚の館: ヴェーザールネサンス様式で1607年から1608年に建造された堂々たる祝祭・式典会場である。『ハーメルンの笛吹男』の資料があり、13:00頃と17:30頃にからくり時計が笛吹き男とヴェーザーの歌を上演する。
- 現存する旧防衛施設の遺構である2つの市壁塔（ハスペルマート塔と火薬塔）
- ガルニソン教会: 1713年建造の簡素なゴシック建築で、現在は貯蓄銀行となっている。
- ミュンスター教会聖ボニファティウス教会（プロテスタント）は三堂式ゴシック様式のホール式教会で中央部に八角形の塔を有している。ロマネスク様式の地下聖堂は別の目的に使用されていたが1870年から1875年に修復された。
- マルクト教会聖ニコライ教会（プロテスタント）は1200年以前に建設され、1945年に破壊された。1957年から1959年に再建された。ロマネスク様式とゴシック様式が組み合わされており、近代的な装備を備えている。
- ヴェーザー川最後の水車であるプフォルトミューレはドイツ帝国様式のかつての水車である。
- シャルンホルスト通りのユダヤ人墓地には1741年から1937年までのハーメルンやその近郊のユダヤ人の173基の墓石がある。

- 教会参事会館
- ライスト＝ハウス (1585–1589)
- ねずみ捕りの家 (1603)
- デンプター＝ハウス (1607)
- グロッケンシュピールがある結婚の館
- ビュルガーフス (1560)
- ミュンスター教会聖ボニファティウス教会
- マルクト教会聖ニコライ教会
- プフォルトミューレ

### 公園
市の森と、ハーメルン旧市街近郊の市民公園とがある。旧市街の東に位置する市民公園は美しい都市型中央公園で、観光客にも市民にも人気の公園である。夏季には野外コンサートの会場となる。

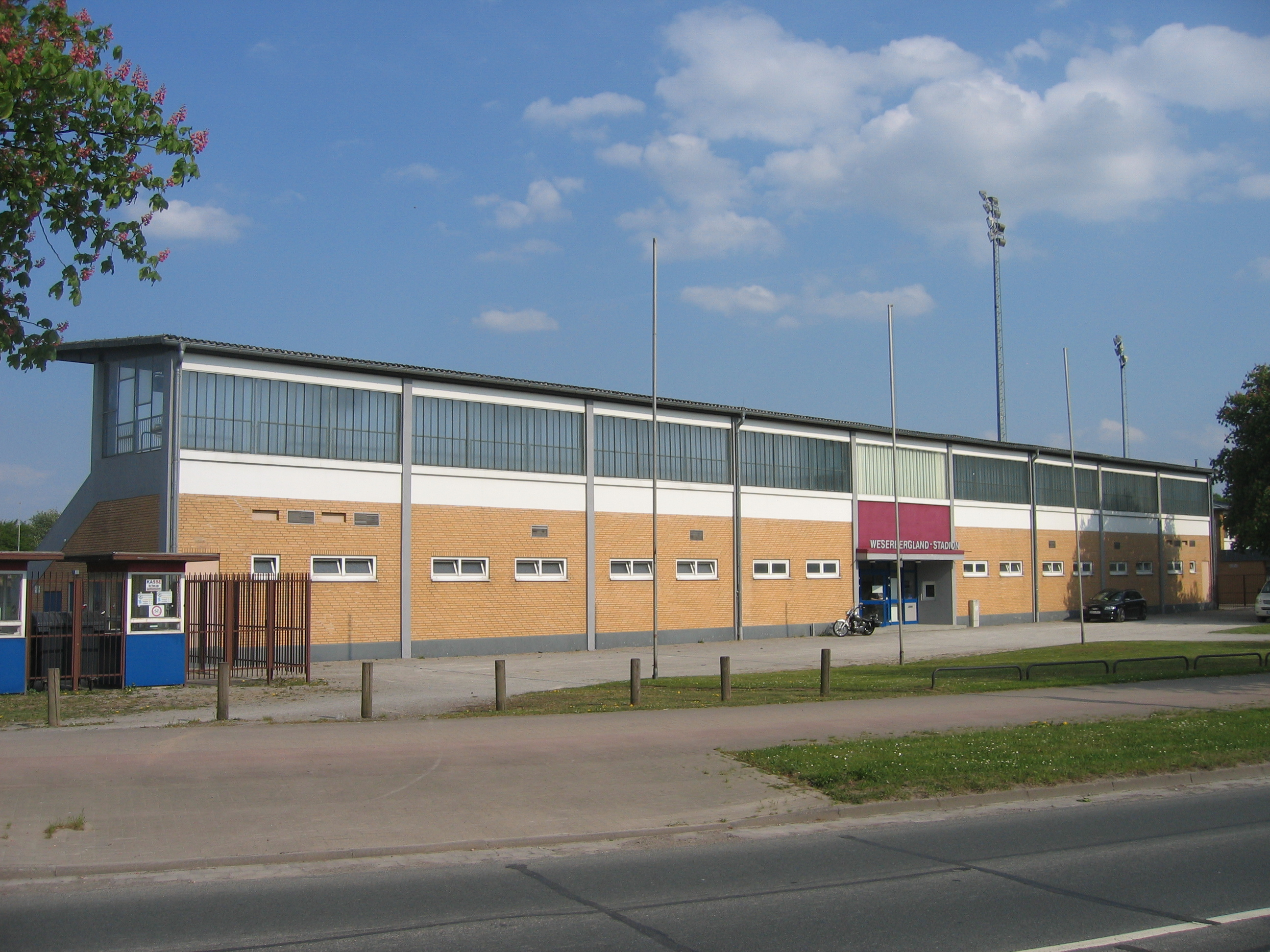
ヴェーザーベルクラントシュターディオン

### スポーツ
ハーメルンは、ボート競技で多くのオリンピック選手や世界チャンピオンを輩出しているルーダーフェライン・ヴェーザー・フォン 1885 (RVW) の所在として有名である。RVWの代表は実業家のヘルムート・グリープで、彼は2001年から2008年までドイツ・ボート競技協会の会長を務めた。スポーツ施設してはサッカーと競技一般のスタジアム、ヴェーザーベルクラントシュターディオンがある。ここでは2009/2010年のシーズンまで第7リーガでプレイするサッカークラブ SpVggプロイセン・ハーメルン07 もホームゲームを開催していた。このスタジアムではこの他に多くの野外コンサート（たとえばマイケル・ジャクソンや Pur らがコンサートを行った）やサッカーの世界ユース・チャンピオンやヨーロッパ・チャンピオンのゲームが開催された。2006年FIFAワールドカップ・ドイツ大会では、エルツェン＝ケーニヒスフェルデのゴルフ・城館ホテル・ミュンヒハウゼンに滞在していたフランス代表チームが、その4週間の滞在中に何度もこのスタジアムで練習を行い、準優勝を果たした。
VfLハーメルンは、バスケットボール（第2レギオナルリーガ）、ハンドボール（オーバーリーガ）、陸上競技で有名である。
PSVハーメルン (Postsportverein) は特に青少年のホッケーで知られており、アッフェルデ地区の大規模な人工芝広場でプレイしている。
さらにハーメルンでは、H.I.C. (Hamelner Inline Connection) がインライン・スケートに関するスポーツ全般の機会を提供している。特に、アイスホッケーに似た競技種インライン・ホッケーは大きな人気を享受している。

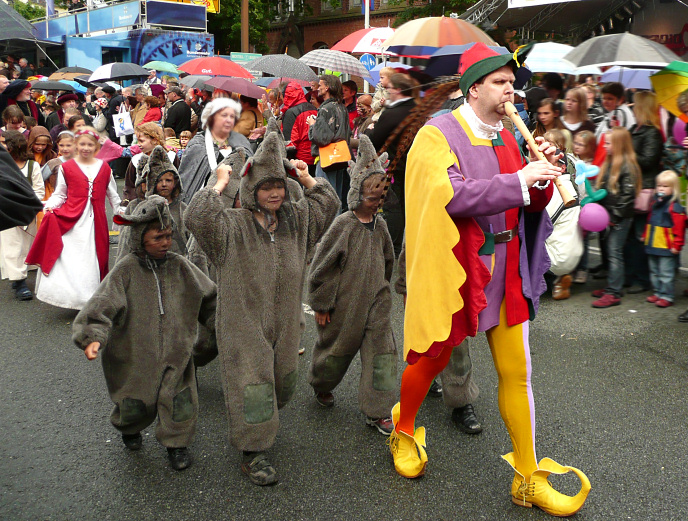
2009年、ハーメルンで開催された州祭「ニーダーザクセンの日」で行われた笛吹き男のパレード

### 年中行事
市内中心部の野外劇場（結婚の館のテラス）では以下の演劇が上演される。
- 『ハーメルンの笛吹き男』野外劇
- ミュージカル『RATS』

## 経済と社会資本

### 交通

#### 道路
ハーメルンの市内中心部内を連邦道B1号、B83号、B217号線が放射状に合流する。B1号線はベルリンからルール地方方面へ東西に、B83号線はビュッケブルクからカッセル方面へ南北に通り抜けている。B217号線はハーメルンを始点に北東方面ハノーファーに向かって延びている。
旅客公共交通に関しては、1996年からハーメルン＝ピルモント近郊交通が運営するバスシステムが担っている。

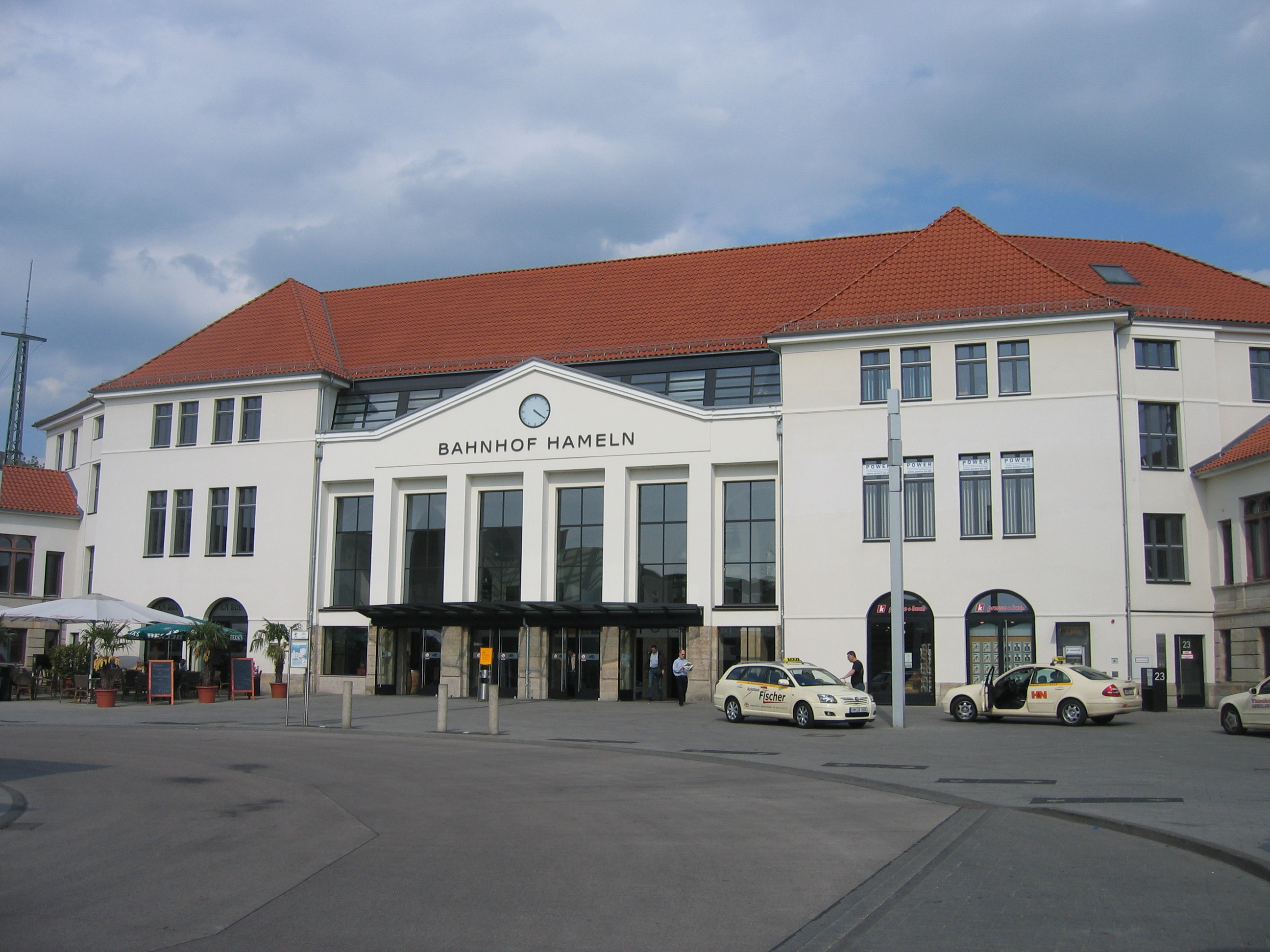
ハーメルン駅

#### 鉄道
ハーメルン駅は、複線・電化された鉄道ハノーファー - アルテンベーケン線沿いの駅である。この駅も複線化が予定されていたが、現在は単線で、非電化のヴェーザー鉄道レーネ - ヒルデスハイム線と交差する。やはりハーメルンに至る鉄道路線ハーメルン - ラーゲ - ビーレフェルト線があったが、1980年に旅客営業を停止し、1985年に廃止された。
この駅はハノーファーSバーン5号線ハノーファー空港 - ハノーファー中央駅 - ハーメルン - アルテンベーケン経由パーダーボルン行きの列車が利用している。この他にレギオナルバーン77「ヴェーザー鉄道」（ビュンデ - ）レーネ - ハーメルン - ヒルデスハイムが通っている。
Sバーンの近郊旅客鉄道はDBレギオ・ニーダーザクセンによって運営されている。ドイツ鉄道424形電車や425形電車が 140 km/h の速度で運行している。ヴェーザー鉄道には気動車の Alstom LHB Coradia LINT（ドイツ鉄道648形）が運行している。

### 地元企業
- BHW（金融業）
- Postbank Finanzberatung AG（金融コンサルタント）
- Reintjes GmbH
- Vogeley GmbH（食品）
- Volvo Construction Equipment（建設車両）
- Vorwerk Teppichböden
- Wesermühle
- Hameln Group
- Franz Kaminski Waggonbau GmbH

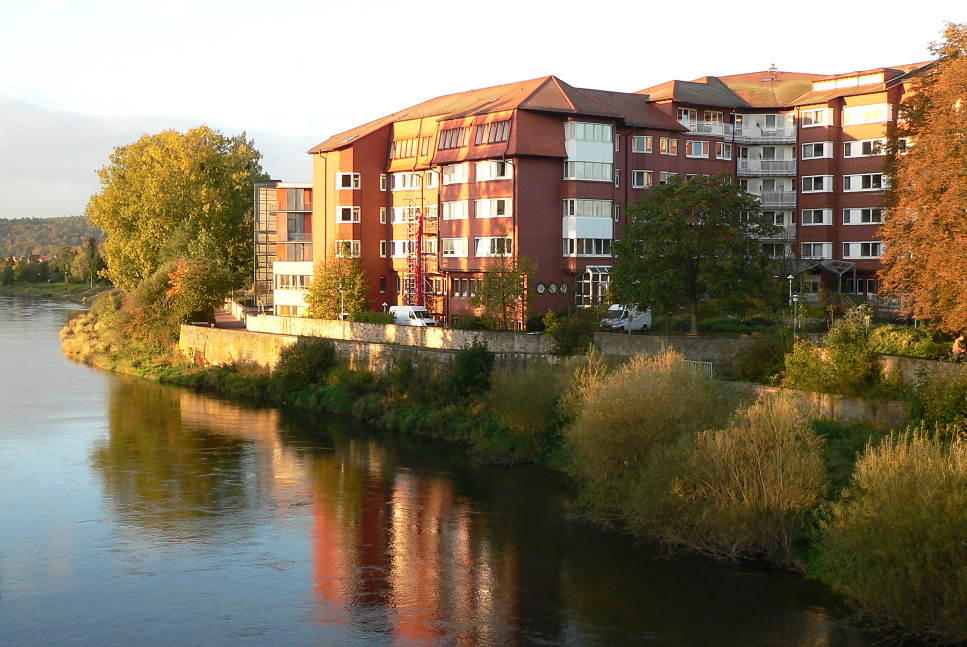
ヴェーザー川沿いのザーナ・クリーニクム・ハーメルン＝ピルモント

### 公共施設
ハーメルンは、ザーナ・クリーニクム・ハーメルン＝ピルモントの所在地である。その所在地沿いをヴェーザー川とヴィルヘルム通りが通っている。ハーメルンには区裁判所と労働裁判所がある。

### メディア
この地域で重要なのは1848年に創設されたダイスター・ウント・ヴェーザーツァイトゥング (Deister- und Weserzeitung) で、略して Dewezet と呼ばれている。本号の「ハーメルン」と別巻の「ボーデンヴェルダー」を刊行しており、さらにバート・ピルモントでは「ピルモンター・ナハリヒテン」という名前で出版されている。この他に中央編集部は、2004年からは「ハノーファーシェン・アルゲマイネン・ツァイトゥング」と共同で、「シャウムブルガー・ツァイツゥンク」（リンテルン）、「シャウムブルク＝リッピシェ・ランデスツァイトゥング」（ビュッケブルク）、「ノイエ・ダイスター・ツァイトゥング」（シュプリンゲ）、「ダイスター＝ライネ＝ツァイトゥング」（バルジングハウゼン）に全国版記事を提供している。オンライン・サービスの「dewezet.de」はその重要性を増している。ハーメルン＝ピルモント郡の広い範囲をカバーし、ハーメルンの市民公園に面したガラス張りのスタジオで投稿の多いラジオ番組を毎日制作しているラジオ・アクティーフの放送局は受信料で運営されている。また、NDRはハーメルンで編集局を運営している。

### 教育
専門単科大学

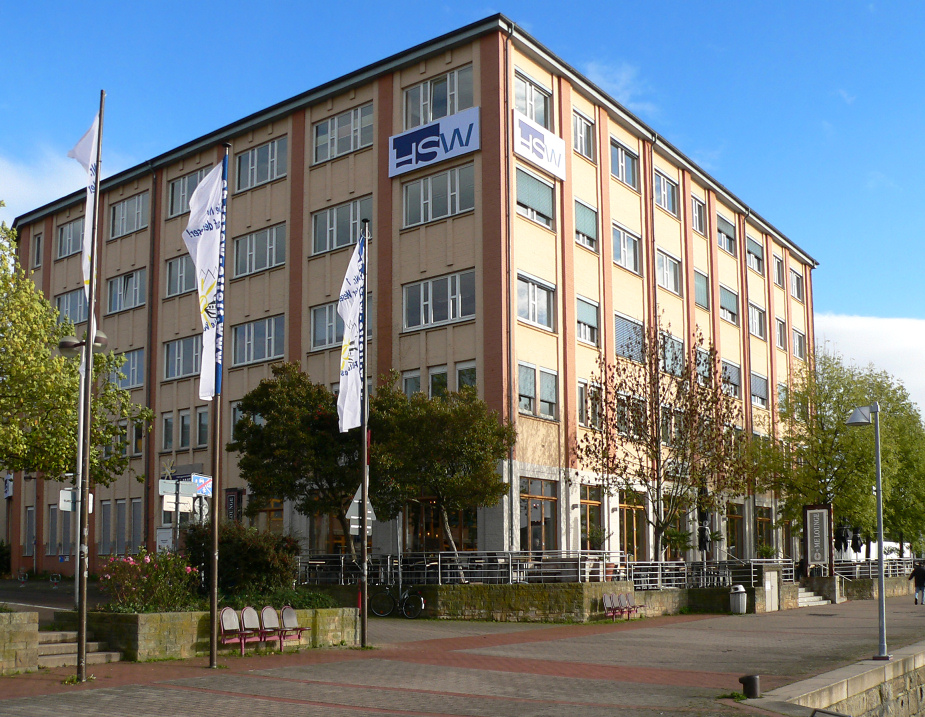
ヴェーザーベルクラント単科大学

私立ヴェーザーベルクラント単科大学は、2010年/2011年冬学期に開校予定で、約370人の学生用のキャンパスが用意されている。この単科大学は、1989年に設立されていた私立ヴェーザーベルクラント職業アカデミーe.V.に由来する。この専門単科大学は、地元企業、ハーメルン市、ハーメルン＝ピルモント郡が属す公益法人により運営されている。学科としては経済情報学、経済学、経営工学が用意されている 。以前はハノーファー大学のいくつかの学科をハーメルンに移転させるか、新設（たとえばソーラー研究など）させるよう努力してきたのだが、ニーダーザクセン州に拒絶されたり、市の申請上の不履行によって失敗に終わっていた。
ギムナジウム
- シラー・ギムナジウム・ハーメルン (SGHM)
- ヴィクトーリア・ルイーゼ・ギムナジウム (Vikilu)
- アルベルト・アインシュタイン・ギムナジウム・ハーメルン (AEG)

専門ギムナジウム
- エリーザベト・ゼルバート・シューレ（健康と社会福祉の専門ギムナジウム）
- オイゲン・レインチェス・シューレ（技術ギムナジウム）
- ハンデルスレールアンシュタルト（経済ギムナジウム）

実科学校
- ゼルテュマー実科学校
- テオドール・ホイス実科学校
- ヴィルヘルム・ラーベ実科学校

基礎課程学校と本課程学校
- 基礎課程・本課程学校 3校
- 基礎課程学校 12校

養護学校
- アルベルト・シュヴァイツァー・シューレ
- ハインリヒ・キールホルン・シューレ

職業教育とその他の学校
- エリーザベト・ゼルバート・シューレ（職業教育学校）
- オイゲン・レインチェス・シューレ（職業教育学校）
- ハンデルスレールアンシュタルト
- ドイツ溶接協会のハーメルン溶接技術コース

政策フォーラム
政策教育ハーメルンの育成協会e.V.が 2003年に創設された。この政党的に中立な行政組織は数年前から政策立案の改良と、それに伴う地方行政・全国行政の新たな透明化に寄与している。

### 少年院
ハーメルン＝テュンデルンには、793人収容のニーダーザクセンで唯一の少年院がある。これはドイツ最大の少年院でもある。

## 人物

### 出身者
- ヴィツェリン（1090年 - 1154年）オルデンブルク司教、神学者、宣教師、聖人
- フリードリヒ・ヴィルヘルム・フォン・レーデン（1752年 - 1815年）鉱山管理者。ドイツにおける鉱業と冶金学の開拓者。
- カール・フィリップ・モーリッツ（1756年 - 1793年）作家。シュトルム・ウント・ドラングから後に啓蒙思想に転じ、ドイツ初期ロマン主義に影響を与えた
- アントン・フリードリヒ・ユストゥス・ティボー（1772年 - 1840年）法学者
- ハインリヒ・ビュルゲル（1804年または1806年 - 1858年）物理学者、博物学者、生物学者。オランダに仕えて日本に渡り、日本の動植物研究で重要な成果をあげた。
- ユリウス・ヴェルハウゼン（1844年 - 1918年）神学・聖書学・東洋学・言語学の学者。
- マルクス・ピーパー（1963年 - ）政治家 (CDU)
- ハンス・ルンゲ（ザーニー）（1964年 - ）パンク・ロックバンド Die Ärzte のベーシスト
- マックス・リヒター（1966年 - ）作曲家・ピアニスト

### ゆかりの人物
- 野生児ピーター（生年不詳 - 1785年）1725年にハーメルン近郊の森で発見された。
- フリードリヒ・ゼルテュルナー（1783年 - 1841年）薬学者。アヘンからモルヒネを単離した。晩年をハーメルンで過ごし、亡くなった。
- テオドール・デュスターベルク（1875年 - 1950年）政治家。鉄兜団団長。ハーメルンで死亡した。